# Annabichler SV
Der Annabichler Sportverein (Abkürzungen Annabichler SV oder ASV) ist ein Sportverein unter dem Dach der Union im Klagenfurter Ortsteil Annabichl.

## Geschichte
Der Verein wurde 1923 gegründet und unterhält die Sektionen Fußball und Stockschießen. Sein Fußballplatz befindet sich in Annabichl nördlich des Spitalsberges. Die Fußballer spielten in den 1940er- bis 1970er-Jahren wiederholt in der Kärntner Landesliga, der damaligen dritten österreichischen Spielklasse, und erreichten in der Saison 2015/16 die dritte Klasse neuerlich in der Regionalliga Mitte.

## Spieler
- Cemal Amet
- Filip Dmitrović
- Matthias Dollinger
- Marco Leininger
- Olivér Pusztai
- Milan Rasinger
- Lumbardh Salihu
- Alexander Schenk
- Stephan Stückler
- Andreas Tiffner